# Poltys mouhoti
Espèce
Synonymes
- Cyphagogus mouhotii Günther, 1862

Poltys mouhoti est une espèce d'araignées aranéomorphes de la famille des Araneidae.

## Distribution
Cette espèce se rencontre au Viêt Nam,.

## Description
Poltys mouhoti est une araignée de forme assez extraordinaire. Le mâle n'a pas été décrit.
Le céphalothorax de la femelle, sub-ovale, est recouvert de poils courts denses et fins. Il présente une rainure transversale entre les parties céphalique et thoracique avec une empreinte profonde au milieu de la surface supérieure de ce dernier. Le sternum est ovale et recouvert de poils assez grossiers. Les palpes sont de longueur moyenne avec une articulation terminale plus longue que la somme des deux précédentes et armée d'une 
minuscule pince non pectinée.
Les pattes sont plutôt robustes, effilées, et de longueur très inégale. Les deux antérieures sont de longueur équivalente mais beaucoup plus longues que les deux postérieures. Chaque patte est armée d'une paire de griffes minuscules.
L'abdomen a une forme de club de golf terminé antérieurement par un très long appendice de forme cylindrique mince qui est doublement courbé, de sorte que sa moitié basale est inclinée vers l'arrière sur le dos de l'abdomen, tandis que sa moitié terminale est dirigée vers le haut et vers l'avant, se terminant par un léger gonflement cunéiforme. Cet appendice singulier est recouvert d'une peau velue et dure identique à celle des parties inférieures de l'abdomen.
Le céphalothorax étant uni à l'abdomen à peu de distance des filières, la partie antérieure de l'abdomen et son appendice sont situés verticalement au-dessus du thorax. L'abdomen est presque lisse sur le dessus et recouvert de poils très fins. Les filières sont au nombre de six. Les paires antérieures et postérieures sont de taille modérée et la troisième paire, très courte, est située entre les filières postérieures.
Poltys mouhoti est globalement de couleur jaune brunâtre. Les extrémités des pattes et de l'appendice abdominal ainsi que le sternum sont brun noirâtre. La partie supérieure de l'abdomen est jaune. La première patte présente deux bandes noires autour du fémur.

## Systématique et taxinomie
Cette espèce a été décrite sous le protonyme Cyphagogus mouhotii par Albert Günther en 1862. Le genre est renommé Cyphonethis par Thorell en 1869 car préoccupé par Cyphagogus Parry, 1849. Elle est placée dans le genre Poltys par Simon en 1895.

## Étymologie
Cette espèce est nommée en l'honneur d'Henri Mouhot qui a collecté le premier spécimen dans les montagnes du Laos en Cochinchine actuellement au Viêt Nam.

## Publication originale
- Günther, 1862 : On an apparently undescribed spider from Cochinchina. Annals and Magazine of Natural History, sér. 3, vol. 10, p. 299-300 (texte intégral).